# Lippomano
I Lippomano (talvolta anche Lippomani, al plurale) furono una famiglia patrizia veneziana.

## Storia
Le origini dei Lippomano sono tramandate solo da leggende, ritenute perlopiù prive di fondamento. La maggior parte li crede originari dell'isola greca di Negroponte, donde giunsero nel 908. Alcuni li ritengono discendenti da un ebreo convertito e una fonte israelita (Storia delle disgrazie che hanno colpito gli ebrei d'Italia, XVII secolo) narra la vicenda del capostipite, il piccolo Lippmann: residente con la famiglia alla Giudecca, sarebbe stato l'unico dei suoi a sopravvivere a un pogrom e, cresciuto in ambienti cristiani, avrebbe contratto matrimonio con una patrizia.
È più probabile, come suggerisce il cognome, che la casata fosse di ascendenze tedesche, infatti in un documento del maggio 1060 viene concesso a Scico e Luipomanno «nati ex teotonico genere» un sepolcro nella chiesa di Sant'Aponal, avendo essi contribuito al restauro dell'edificio sacro.
Entrati nel ceto dei cittadini, nel 1381 furono ammessi al patriziato nella figura di Pietro Lippomano, il cui padre Giovanni aveva sostenuto la Repubblica nel corso della guerra di Chioggia. Secondo certe cronache, in questa occasione lo stesso Pietro avrebbe mutato il suo stemma, sostituendo le due teste femminili che vi campeggiavano con due teste di leone.
Dalla seconda metà del Quattrocento la famiglia divenne titolare di un banco, fondato da Tommaso di Nicolò in società con i Cappello (che ne uscirono nel 1480). In breve divenne una delle più note imprese finanziarie di Venezia e conobbe un forte incremento quando la Repubblica vi fece ricorso per far fronte alle spese della guerra del Polesine. Passato a suo figlio Girolamo (1460-1527), nel 1499 il banco fece fallimento soprattutto a causa dei tanti crediti accordati all'erario e rimasti insoluti. Dopo alterne vicende, la famiglia si allontanò dalle iniziative economiche e dalla carriera politica, preferendo inserirsi negli ambienti della Santa Sede per ricavarne ricchezza e prestigio, come d'altro canto già facevano altre dinastie veneziane.
Così, negli anni seguenti, diversi Lippomano entrarono a far parte delle gerarchie ecclesiastiche. Altri ottennero benefici prestigiosi e redditizi: uno di questi era Andrea del già citato Girolamo che, grazie ai maneggi del padre in Curia, venne eletto priore della chiesa e del monastero veneziano della Santissima Trinità, non senza le proteste dei tedeschi residenti in laguna che da secoli vedevano quella carica affidata ai connazionali.
La famiglia è oggi estinta. L'ultimo esponente maschile fu Gaspare di Francesco (1772-1854): privo di eredi diretti, le sue sostanze passarono, per decreto del tribunale civile di Venezia, ad Alvise Querini Stampalia, marito della sorella Maria. Da questi, pervennero a suo figlio Giovanni Querini Stampalia e oggi sono comprese nel patrimonio della fondazione Querini Stampalia.

## Personalità
- Marco (1390 ca. - dopo il 1446): uomo politico e ambasciatore, noto altresì come esperto in diritto e filosofo, lasciò le Distinctiones in quibus continetur totum corpus iuris civilis e due orazioni.
- Marco di Francesco: ambasciatore presso papa Sisto IV (1486) e Gian Galeazzo Maria Sforza (1489).
- Girolamo Lippomano (1460-1527): gestore del banco di Venezia, ambasciatore papale e padre di Pietro.
- Luigi di Bartolomeo (1496 - 1559): vescovo a Verona, poi nunzio in Portogallo, Germania e Polonia, giocò un ruolo rilevante durante il concilio di Trento.
- Pietro di Girolamo (1504 - 1548): vescovo a Bergamo e poi a Verona e infine nunzio pontificio in Scozia.
- Girolamo di Giovanni (1538 - 1591): ambasciatore a Torino, Dresda, Napoli e Costantinopoli, dove, accusato di tradimento e arrestato, si tolse la vita.
- Agostino († 1560): vescovo di Verona dal 1558 alla morte.
- Alvise (1586 - 1640): vescovo di Veglia dal 1623 alla morte.
- Antonio: provveditore generale a Candia nel 1647.

## Luoghi e architetture

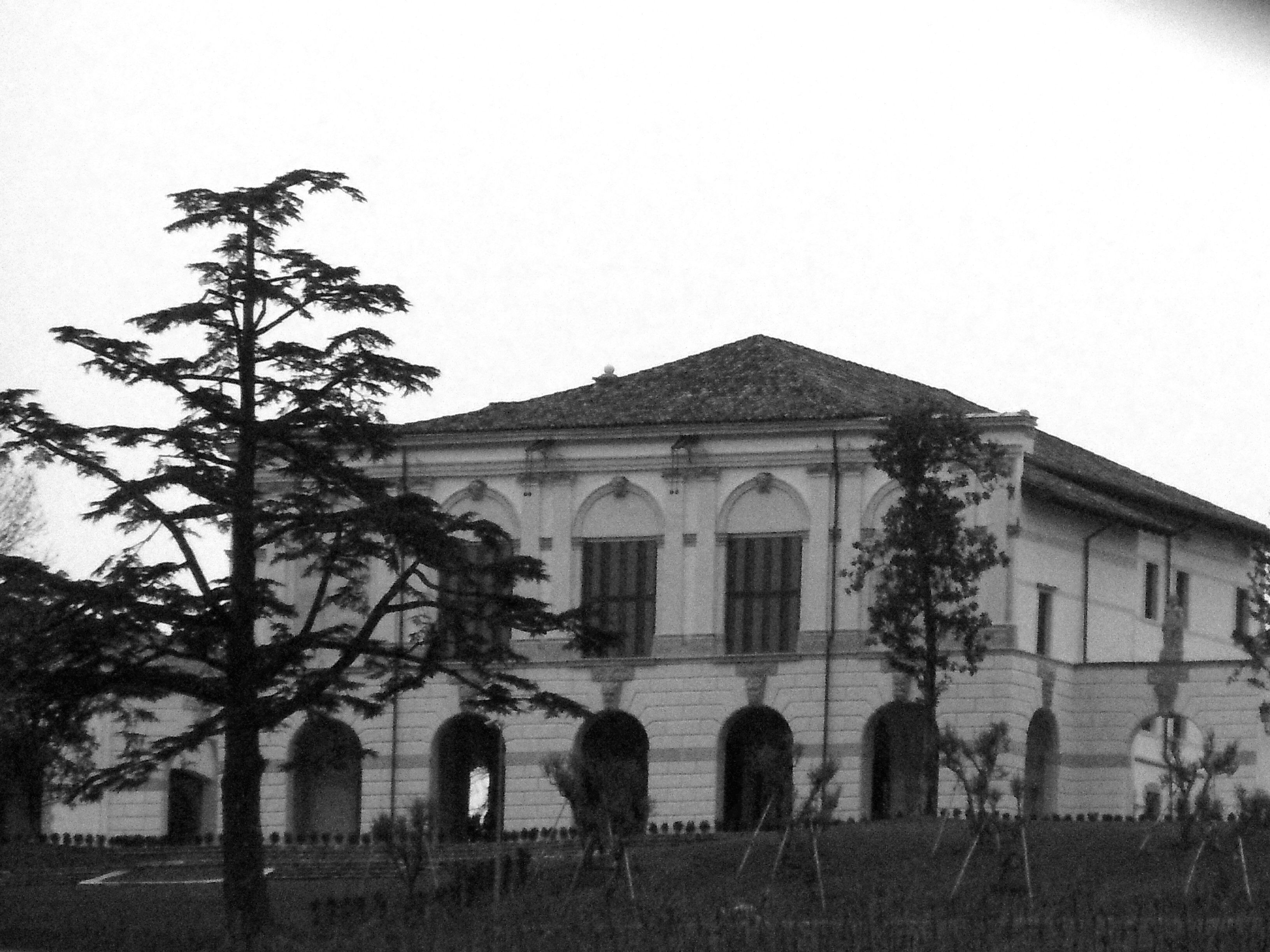
Il corpo principale della villa Lippomano di San Vendemiano.

La più rilevante proprietà dei Lippomano in terraferma è la villa Lippomano a Monticella di San Vendemiano, fatta costruire da Giovanni Lippomano nella prima metà del Seicento su progetto attribuito a Baldassarre Longhena. Con l'estinzione della famiglia, anche questo complesso venne ereditato dai Querini Stampalia. In tempi più recenti è stata ceduta a privati e ha subito numerosi passaggi di proprietà.
Da una condizion del 1661 sappiamo che a Francesco Lippomano apparteneva l'attuale villa Montesi di Bastia di Rovolon, sui colli Euganei, ma già nel 1689 era passata ad Antonio Barbarigo.
Tra i beni ereditati dai Dolfin "di San Pantalon" attraverso il matrimonio di Cecilia Dolfin con Francesco Lippomano, spicca la Ca' Dolfin di Cavarzere con la tenuta annessa, un grande edificio rustico del XVI secolo. Con l'estinzione dei Lippomano, anche questa finì ai Querini Stampalia e quindi all'omonima fondazione.

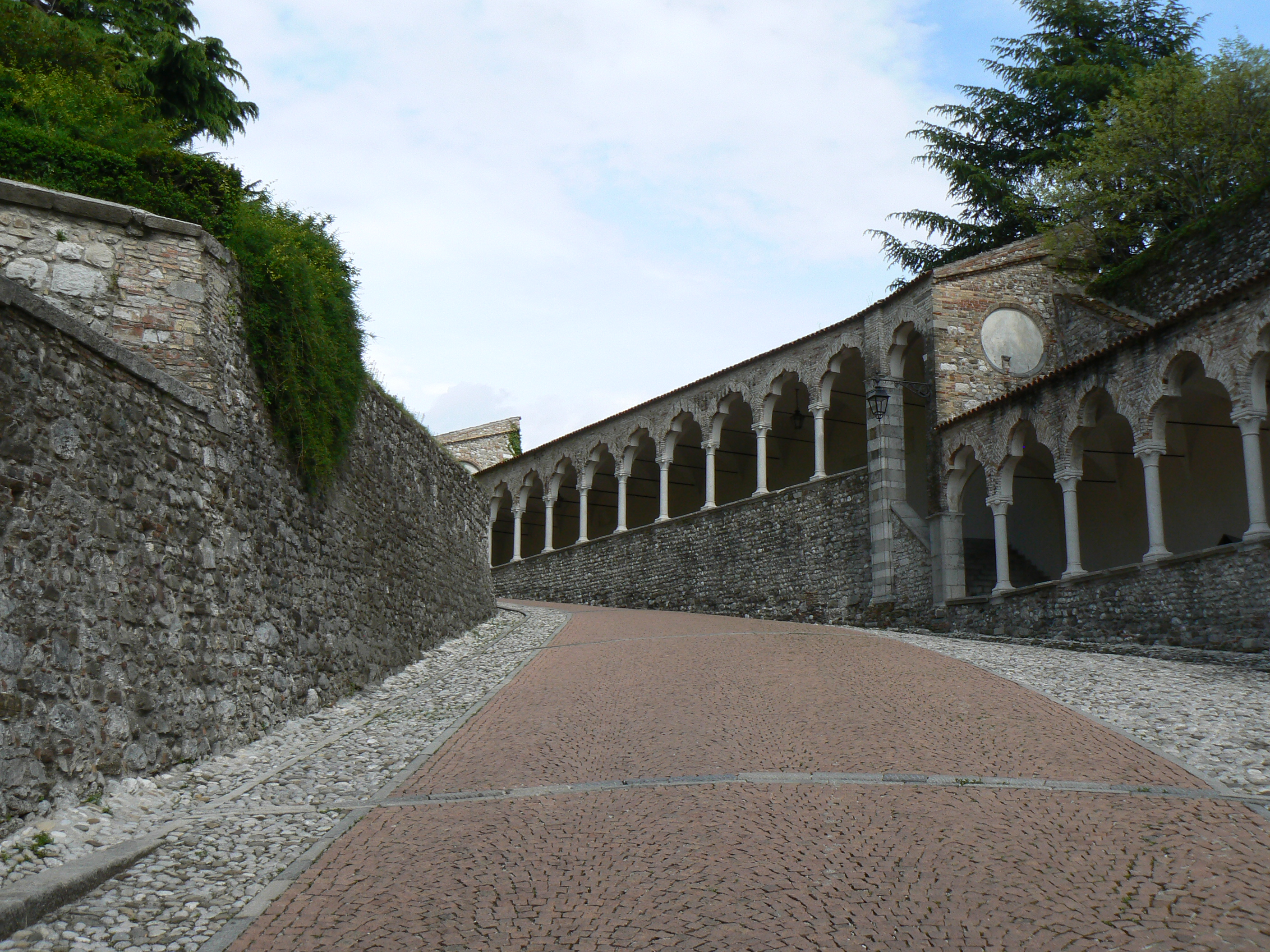
Salita al castello di Udine con il porticato del Lippomano sulla destra.

La famiglia ha lasciato il nome al porticato del Lippomano, una delle salite che conduce al castello di Udine. Fu realizzato nel 1487 dall'allora luogotenente del Friuli Tommaso Lippomano, il cui stemma è posto all'inizio e alla fine dell'opera.